# Kéknyakú bozóttimália
A kéknyakú bozóttimália (Stachyris maculata) a madarak osztályának verébalakúak (Passeriformes) rendjébe és a timáliafélék (Timaliidae) családjába tartozó faj.

## Rendszerezése
A fajt Coenraad Jacob Temminck holland arisztokrata és zoológus írta le 1836-ban, a Timalia nembe Timalia maculata néven.

## Alfajai
- Stachyris maculata banjakensis Richmond, 1902
- Stachyris maculata hypopyrrha Oberholser, 1912
- Stachyris maculata maculata (Temminck, 1836)[2]

## Előfordulása
Délkelet-Ázsiában, Brunei, Indonézia, Malajzia, Szingapúr és Thaiföld területén honos. Természetes élőhelyei a szubtrópusi vagy trópusi síkvidéki esőerdők, mocsári erdők és cserjések. Állandó, nem vonuló faj.

## Megjelenése
Testhossza 19 centiméter, testtömege 23-36 gramm.

## Természetvédelmi helyzete
Az elterjedési területe rendkívül nagy, de a fakivágások miatt csökken, egyedszáma szintén csökken. A Természetvédelmi Világszövetség Vörös listáján mérsékelten fenyegetett fajként szerepel.